# Ludiophanes
Ludiophanes là một chi bọ cánh cứng trong họ 
Elateridae.
Chi này được miêu tả khoa học năm 1916 bởi Wickham.

## Các loài
Chi này có các loài:
- Ludiophanes haydeni Wickham, 1916